# Joy Saltarelli
Joy Saltarelli (Roma, 22 ottobre 1987) è una doppiatrice italiana.

## Biografia
Figlia dell'assistente al doppiaggio Emanuela Fantini, nel 2009 ha vinto il "Premio Voce femminile di un cartone animato" al Gran Galà del Doppiaggio di Romics e nel 2016 il "Premio come miglior voce giovane di un’eroina" al festival Le voci del Cinema.

## Doppiaggio

### Cinema
- Ana de Armas in Knock Knock, Trafficanti, Blade Runner 2049, The Informer - Tre secondi per sopravvivere, Cena con delitto - Knives Out, Wasp Network, No Time to Die, The Gray Man
- Jennifer Lawrence in Hunger Games, Hates: House at the End of the Street, Hunger Games - La ragazza di fuoco, Hunger Games - Il canto della rivolta - Parte 1, Hunger Games - Il canto della rivolta - Parte 2, Causeway
- Josephine Langford in After, After 2, After 3, After 4, After 5 - Capitolo finale
- Rosa Salazar in Maze Runner - La fuga, Maze Runner - La rivelazione, Alita - Angelo della battaglia, Undone
- AnnaSophia Robb in Jumper - Senza confini, Soul Surfer, Dark Hall
- Alexis Knapp in Voices, Pitch Perfect 2, Pitch Perfect 3
- Lily Collins in The English Teacher, Stuck in Love, Okja, Fino all'osso
- Selena Gomez in Ramona e Beezus, Altruisti si diventa, Cattivi vicini 2
- Maria Ehrich in Ruby Red, Ruby Red II, Ruby Red III - Verde smeraldo
- Liana Liberato in Trust, The Expatriate - In fuga dal nemico, Dear Eleanor
- Lily James ne L'amore oltre la guerra, L'ora più buia
- Mia Wasikowska in L'amore che resta, Maps to the Stars
- Teresa Palmer in Warm Bodies, Point Break
- Lio Tipton in Crazy, Stupid, Love, Suocero scatenato
- Emma Mackey in Assassinio sul Nilo, Barbie
- Alyson Stoner in Step Up 3D, Step Up: All In
- Milena Smit in Madres paralelas, Tin & Tina
- Noomi Rapace in Seven Sisters
- Kathryn Newton in Ben is Back
- Haley Lu Richardson in A un metro da te
- Emma Roberts in Paradise Hills
- Thomasin McKenzie in The Kelly Gang
- Imogen Poots in Fright Night - Il vampiro della porta accanto
- Dove Cameron in Barely Lethal - 16 anni e spia
- Shelley Hennig in Unfriended
- Alice Englert in Beautiful Creatures - La sedicesima luna
- Kelly Rohrbach in Baywatch
- Vanessa Hudgens in Ricomincio da me
- Bria Vinaite in Un sogno chiamato Florida
- Mae Whitman in Noi siamo infinito
- Madalyn Horcher in Jack Reacher - Punto di non ritorno
- Courtney Jines in Missione 3D - Game Over
- Leticia Dolera in Immagini - Imagining Argentina
- Sasha Spielberg in L'arte di cavarsela
- Biana G. Tamimi in Young Black Stallion
- Sarah Juel Werner in Non desiderare la donna d'altri
- Marine Vacth in Giovane e bella
- Alice de Lencquesaing in Il padre dei miei figli
- Karoline Eckertz in Nowhere in Africa
- Zoë Belkin in Lo sguardo di Satana - Carrie
- Daniela Piepszyk in L'anno in cui i miei genitori andarono in vacanza
- Brittany Ross in Smosh: The Movie
- Absa Dialou Toure in Quasi amici - Intouchables
- Ally Maki in Home Sweet Home Alone - Mamma, ho perso l'aereo
- Daisy Head in Dungeons & Dragons - L'onore dei ladri
- Marlene Tanczik in Paradise
- Emma Dumont in Oppenheimer
- Laura Osma in Pimpinero - Morte e contrabbando
- Lyna Khoudri in Non conosci Papicha
- Taneshia Abt in Blame the Game
- Lola Zackow in Let Go

### Film d'animazione
- Trilli in Trilli, Trilli e il tesoro perduto, Trilli e il grande salvataggio, Disney Fairies: I giochi della Radura Incantata, Trilli e il segreto delle ali, Trilli e la nave pirata, Trilli e la creatura leggendaria
- Madoka Kaname in Puella Magi Madoka Magica - Parte 1 - L'inizio della storia, Puella Magi Madoka Magica - Parte 2 - La storia infinita, Puella Magi Madoka Magica - Parte 3 - La storia della ribellione
- San e Kaya in Princess Mononoke (edizione 2014)
- Fio Piccolo in Porco Rosso
- Mai Mishō/Cure Egret/Cure Windy in Pretty Cure Splash Star - Le leggendarie guerriere -
- Chocola in Yes! Pretty Cure 5 GoGo! - Buon compleanno carissima Nozomi
- Stacy Hirano in Phineas e Ferb: Il film - Nella seconda dimensione
- Alice in Nat e il segreto di Eleonora
- Mary Katherine in Epic - Il mondo segreto
- Tsubomi Hanasaki/Cure Blossom in HeartCatch Pretty Cure! - Un lupo mannaro a Parigi
- Juniper in A spasso con i dinosauri
- Tombi in Khumba - Cercasi strisce disperatamente
- Marianne in Strange Magic
- Puffetta ne I Puffi - Viaggio nella foresta segreta
- Cenerentola in C'era una volta il Principe Azzurro
- Giggle McDimples in Toy Story 4
- Betsy la giraffa in Dolittle[2]
- Iduna in Frozen II - Il segreto di Arendelle
- Leticia in Lupin III - The First
- Barbara Gordon/Batgirl in Batman: Hush
- Wendy Marvel in Fairy Tail The Movie: Phoenix Priestess

### Serie televisive
- Debby Ryan in Zack e Cody sul ponte di comando, Jessie, The Mysteries of Laura, Insatiable, American Horror Stories
- Demet Özdemir in DayDreamer - Le ali del sogno, My Home My Destiny, La ragazza e l'ufficiale, Io sono Farah
- Ivy Latimer in 3 mostri in famiglia,  Mako Mermaids - Vita da tritone
- Janel Parrish in Pretty Little Liars, Pretty Little Liars: The Perfectionists
- Elizabeth Henstridge in Agents of S.H.I.E.L.D., Suspicion
- Malese Jow in The Shannara Chronicles, The Flash
- Hunter Schafer in Euphoria
- Mary-Kate e Ashley Olsen in Gli amici di papà
- Torri Webster in Life with Boys (1° doppiaggio)
- Tatiana Maslany in Orphan Black
- Michelle Jenner in Isabel
- Adair Tisher in Heroes
- Ashleigh Murray in Riverdale
- Zoey Deutch in Ringer
- Brigette Lundy-Paine in Atypical
- Eve Hewson in Dietro i suoi occhi
- Riley Voelkel in The Originals
- Dove Cameron in Liv e Maddie
- Daniela Nieves in Emma una strega da favola
- Taylor Spreitler in Melissa & Joey
- Caroline Sunshine in A tutto ritmo
- Brittany Tiplady in Millennium
- Mae Middleton in Da un giorno all'altro
- Jillian Rose Reed in Diario di una nerd superstar
- Sydney Imbeau in Miss Reality
- Gabriela Rodriguez in As the Bell Rings
- Sarah Barrable-Tishauer in Degrassi: The Next Generation
- Erin Sanders in Zoey 101
- Sophie Stuckey in Summer in Transylvania
- Philippa Coulthard in Alien Surf Girls
- Alexandra Beaton in The Next Step
- Charlotte Nicdao in Cyber Girls
- Sophie Stuckey in Summer in Transylvania
- Kathryn Prescott in Skins
- Leona Kate Vaughan in Wolfblood - Sangue di lupo
- Iris Mareike Steen in Finalmente arriva Kalle
- Mira Lieb in Grani di pepe
- Manuela Vellés in Velvet
- Sofia Reca in Jake & Blake
- Candela Vetrano in Super T - Una schiappa alla riscossa
- Luciana Echeverría in Karkú
- Melanie Chong in Niní
- Antonella Sabatini in Incorreggibili
- Maia Reficco in Kally's Mashup
- Marylin Bass in Chicago P.D.
- Kimiko Glenn in Orange Is the New Black
- Brooke Williams in La spada della verità
- Katelyn Tarver in Big Time Rush
- Rose McIver in C'era una volta
- Leven Rambin in I maghi di Waverly
- Rosabell Laurenti Sellers ne Il Trono di Spade
- Dalma Maradona in El refugio
- Emma Mackey in Sex Education
- Giulia Guerrini in Bia
- María Pedraza in Élite
- Türkü Turan in Bitter Sweet - Ingredienti d'amore
- Kim Adis in Get Even
- Madeleine Mantock in Streghe
- Nazlı Bulum in Interrupted - L'amore incompiuto
- Irmak Örnek in Brave and Beautiful
- Kim Ji-soo in Snowdrop
- Tamzin Merchant in Carnival Row
- Dena Kaplan in Dance Academy
- Emma Dumont in A passo di danza
- Arden Cho in Avatar - La leggenda di Aang
- Ally Ioannides in Elementary
- Tilda Cobham-Hervey in Apple Cider Vinegar

### Serie animate
- Lalah Sune in Gundam - Origini (OAV), Mobile Suit Gundam GQuuuuuuX
- Danny Cane e Zoe Zebra in Peppa Pig
- Sasha Waybright in Anfibia
- Wendy Marvel in Fairy Tail (1ªvoce)
- Minako Aino/Sailor Venus  in Pretty Guardian Sailor Moon Crystal
- Lucy in Amico Fetch
- Scricchia ne Il circo di Jojo
- Elsa in Gunslinger Girl
- Franny ne I magici piedini di Franny
- Eva Wei in Oban Star-Racers
- Kotoha Tachibana in Wind Breaker
- Dana in Wayside
- Jesse in Finley spegni fuoco
- Kendall in Kick Chiapposky - Aspirante stuntman
- Mai Mishō/Cure Egret/Cure Windy in Pretty Cure Splash Star
- Nonoko in Alice Academy
- Kaguya Sumeragi in Code Geass: Lelouch of the Rebellion
- Chiyo Kurihara in Prison School
- Uruka Minami/Lanterna in Tokyo Ghoul
- Damemon in Digimon Fusion Battles
- Tasha in Gli Zonzoli
- Stacy Hirano in Phineas e Ferb
- Terra in Teen Titans Go![3]
- Marianna (1ª voce) in Ryan e i Suoi Amici
- Gerta in Storie della mia infanzia
- Kajitsu Momose in Battle Spirits - Dan il Guerriero Rosso
- Camelia Travis in Inazuma Eleven
- Lulu in Simone
- Tsubomi Hanasaki/Cure Blossom in HeartCatch Pretty Cure!
- Kizakura Kukuri in Battle Spirits - Sword Eyes
- Eleanor Sterne in Aiuto! Il mio sedere è impazzito
- Fragolina (2ª voce) in Il Piccolo Regno di Ben e Holly
- Cat Valentine in Sam & Cat Animate
- Benjamin Bunny in Peter Coniglio
- Vina ne Le avventure del gatto con gli stivali
- Brittney Wong in Marco e Star contro le forze del male
- Tikki in Miraculous - Le storie di Ladybug e Chat Noir
- Naomi in Elena di Avalor
- Lena Sabrewing in DuckTales
- Pilou in 44 gatti
- Eska/Opal ne La leggenda di Korra
- Francesca in Rarlo
- Luna in Marblegen
- Xochi in Victor e Valentino
- D'Vana Tendi in Star Trek: Lower Decks
- Ironheart in Marvel Super Hero Adventures
- Lu Xiaotang in Sakamoto Days[4]
- Melissa Tarleton in M.O.D.O.K.
- Artemis / Artemis Crock in Young Justice (1^voce)
- Akako Onigashima in Komi Can’t Communicate
- Armin Arelet in L'attacco dei giganti (2^voce)
- Tally in Secret Level
- Park Heejin in Solo Leveling

### Film TV
- Dove Cameron in Cloud 9, Descendants, Descendants 2, Descendants 3
- Debby Ryan in I 16 desideri, Zack & Cody - Il film, Radio Rebel
- Chrissie Fit in Teen Beach Movie, Teen Beach 2
- Naomi Scott in Lemonade Mouth
- Tiffany Thornton in Pete il galletto
- Bailey Stocker in Camp Rock

### Videogiochi
- Giulia, Martha, burattini e Dama Bianca in Martha is Dead
- Trilli in Disney Infinity 2.0: Marvel Super Heroes

## Filmografia
- Provaci ancora prof! – serie TV, episodio 3x06 (2008)